# Nokia Lumia 735
Il Nokia Lumia 735 è uno smartphone di fascia media, variante mono-sim ed LTE del Nokia Lumia 730, prodotto da Microsoft Mobile. Questo dispositivo fa parte della serie x30 della gamma Lumia, presentato durante l'IFA che si è svolta a Berlino nel settembre del 2014 insieme al Lumia 830.
Il Lumia 735 insieme al Lumia 730 (non venduto in Italia) costituiscono i primi smartphone Nokia dedicati ai selfie. I dispositivi sono infatti dotati di una fotocamera frontale da 5MP con grandangolo che permette di scattare foto ad alta risoluzione e di creare più facilmente selfie di gruppo. Questa peculiarità ha permesso a questo smartphone di aggiudicarsi un Guinness World Record, in quanto ha scattato il selfie con più persone al suo interno.
La commercializzazione in Italia è iniziata tra il terzo e il quarto trimestre del 2014 con prezzo di lancio di 269€ in 4 differenti colorazioni: grigio, bianco, verde e arancione (quest'ultimo con finitura lucida anziché opaca).